# Benzo(ghi)peryleen
Benzo[ghi]peryleen of 1,12-benzoperyleen is een polycyclische aromatische koolwaterstof met als brutoformule C22H12. Ze komt voor in ruwe aardolie en steenkoolteer en wordt gevormd bij onvolledige verbranding van organisch materiaal, waaronder fossiele brandstoffen. Ze wordt aangetroffen in sigarettenrook, eetbare oliën en in op houtskoolbarbecue bereid vlees. Ze is ook persistent in het milieu en is aangetroffen in de bodem, grondwater en oppervlaktewater. Er zijn geen commerciële toepassingen van en ze wordt niet commercieel geproduceerd.
Van de zuivere stof benzo[ghi]peryleen zijn er geen gegevens bekend over het carcinogene karakter bij de mens en onvoldoende gegevens bij dieren. De Amerikaanse EPA deelt de stof in klasse D in, dit zijn de stoffen die niet kunnen ingedeeld worden wat betreft hun carcinogeniciteit bij de mens. Maar benzo[ghi]pyreen komt wel voor in mengsels van PAK's die in verband gebracht zijn met kanker, zoals roet, emissies van cokesovens en sigarettenrook.
Benzo[ghi]peryleen is een van de PAK's - naast benzo[a]pyreen, benzo[e]fluoranteen, benzo[k]fluoranteen en indeno[1,2,3-cd]pyreen - die als prioritaire gevaarlijke stof op het gebied van waterbeleid zijn aangeduid in de Europese Kaderrichtlijn Water. Dit betekent dat deze stoffen een significant risico voor of via het aquatisch milieu of het drinkwater vormen. Er dienen maatregelen genomen om lozingen, verliezen of emissies ervan in water voor 2020 stop te zetten.
De stof is in Nederland ook vermeld op de lijst van MVP-stoffen (Minimalisatie-verplichte stoffen), waarvoor men streeft naar nulemissie in de lucht.